# Yaquinabyssia
Yaquinabyssia is een geslacht van weekdieren uit de klasse van de Gastropoda (slakken).

## Soort
- Yaquinabyssia careyi McLean, 1988